# Copa Colombia
Die Copa Colombia ist ein kolumbianischer Fußballwettbewerb, der 1950 bis 1953 sowie 1981 und 1989 ausgespielt wurde und seit 2008 wieder ausgetragen wird. 1989 war er eine Alternative zur damals abgebrochenen Meisterschaft. Zudem wurde 1963 Millonarios eine Copa Colombia als Auszeichnung für drei in Folge gewonnene Meisterschaften übergeben.
Im Februar 2008 beschlossen die 36 Mitglieder der auch DIMAYOR genannten División Mayor del Fútbol Colombiano, die den professionellen Fußball in Kolumbien organisiert, den Pokalwettbewerb wieder ins Leben zu rufen. Das erste Turnier wurde noch im selben Jahr von März bis November abgehalten. Der Sieger erhielt bis 2017 einen Startplatz bei der Copa Sudamericana. Seit 2018 ist der Sieger der Copa Colombia direkt für die Copa Libertadores qualifiziert. Wenn der Sieger bereits über die Liga qualifiziert ist, übernimmt die beste noch nicht für die Libertadores qualifizierte Mannschaft der Gesamttabelle der Liga den Startplatz. Der Wettbewerb ist offiziell nach einem Sponsor Copa Águila, vorher Copa Postobón benannt.

## Austragungsmodus ab 2008
Am Pokalwettbewerb nehmen die 36 kolumbianischen Profivereine, also die Mitglieder der Ersten Liga und der zweiten Liga Categoría Primera B teil. Das Turnier wird in insgesamt fünf Runden gespielt. Alle Runden einschließlich des Finales werden mit Hin- und Rückspiel ausgetragen.
Die erste Runde bestand bis 2017 aus einer Gruppenphase, die nach regionalen Gesichtspunkten zusammengestellt wurde. Die Vereine traten dabei alle jeweils einmal Zu Hause und auswärts gegeneinander an. Die jeweils ersten beiden qualifizierten sich für die nächste Runde. In der zweiten Runde spielten die verbliebenen zwölf Teams gegeneinander, wobei ein erstplatzierter Verein immer zuerst auswärts auf einen zweitplatzierten traf. Mit den sechs verblieben Vereinen wurden drei Spielpaarungen zusammengestellt, wobei sich die drei Gewinner sowie der beste Verlierer für das Halbfinale qualifizierten.
Seit 2010 qualifizierten sich außerdem die vier besten Gruppendritten für die zweite Runde. Diese wird jetzt in einem klassischen K.-o.-System beginnend mit dem Achtelfinale gespielt.
Im Oktober 2014 beschloss die Dimayor eine kleine Modusänderung für den Pokalwettbewerb. Ab 2015 nehmen nur noch 32 Mannschaften an der Gruppenphase mit acht Gruppen teil, aus der sich die Gruppensieger und die vier besten Gruppenzweiten für das Achtelfinale qualifizieren. Ab dem Achtelfinale greifen zudem die drei Teilnehmer an der Copa Libertadores sowie die nächstbeste Mannschaft der Gesamttabelle der ersten Liga des Vorjahrs in den Wettbewerb ein.
Der Modus veränderte sich erneut für die Saison 2018. Der Wettbewerb wurde im reinen K.-o.-System in drei Phasen ausgetragen. An der ersten Phase nahmen nur die 16 Zweitligisten teil, von denen sich vier Vereine für die zweite Runde qualifizierten. In der zweiten Phase ermittelten diese vier Vereine sowie die zwölf Vereine der ersten Liga, die an keinem internationalen Wettbewerb teilnahmen, acht Teilnehmer an der dritten Phase. Direkt für die dritte Phase qualifiziert waren die acht Vereine, die in der gleichen Saison an einem internationalen Wettbewerb teilnahmen. Die dritte Phase wurde im K.-o.-System mit Hin- und Rückspielen gespielt.
Für die Saison 2019 wurde der Modus erneut verändert. Es gibt wieder eine Gruppenphase, die aus sieben Gruppen à vier Mannschaften besteht. Direkt für das Achtelfinale sind die acht Teilnehmer an internationalen Wettbewerben qualifiziert.

## Teilnehmer 2019
- Gruppenphase: Atlético Bucaramanga, Independiente Santa Fe, Atlético Huila, Millonarios FC, Patriotas Boyacá, América de Cali, Envigado FC, Alianza Petrolera, Jaguares de Córdoba, Deportivo Pasto, Cúcuta Deportivo, Unión Magdalena, Boyacá Chicó FC, Leones FC, Deportivo Pereira, Real Cartagena, Cortuluá, Deportes Quindío, Llaneros FC, Valledupar FC, Fortaleza FC, Barranquilla FC, Tigres FC, Universitario Popayán, Bogotá FC, Atlético FC, Orsomarso SC, Real San Andrés.
- Ab Achtelfinale: Deportes Tolima, Junior, Independiente Medellín, Atlético Nacional, Once Caldas, La Equidad, Rionegro Águilas, Deportivo Cali.

## Historische Wettbewerbe
| 2023                      | Atlético Nacional      | Millonarios            | 1:1, 1:1 (5:4 n. E.) |
| 2022                      | Millonarios            | Junior                 | 0:1, 2:0             |
| 2021                      | Atlético Nacional      | Deportivo Pereira      | 5:0, 0:1             |
| 2020                      | Independiente Medellín | Deportes Tolima        | 1:1 (5:4 n. E.)      |
| 2019                      | Independiente Medellín | Deportivo Cali         | 2:2, 2:1             |
| 2018                      | Atlético Nacional      | Once Caldas            | 2:2, 2:1             |
| 2017                      | Junior                 | Independiente Medellín | 1:1, 2:0             |
| 2016                      | Atlético Nacional      | Junior                 | 2:1, 1:0             |
| 2015                      | Junior                 | Independiente Santa Fe | 2:0, 0:1             |
| 2014                      | Deportes Tolima        | Independiente Santa Fe | 2:0, 1:2             |
| 2013                      | Atlético Nacional      | Millonarios            | 2:2, 1:0             |
| 2012                      | Atlético Nacional      | Deportivo Pasto        | 0:0, 2:0             |
| 2011                      | Millonarios FC         | Boyacá Chicó FC        | 1:0, 1:0             |
| 2010                      | Deportivo Cali         | Itagüí Ditaires        | 1:0, 2:0             |
| 2009                      | Independiente Santa Fe | Deportivo Pasto        | 1:2, 2:1 (5:4 n. E.) |
| 2008                      | La Equidad             | Once Caldas            | 1:0, 3:3             |
| 1989                      | Independiente Santa Fe | Unión Magdalena        | 0:0, 2:1             |
| 1981                      | Independiente Medellín | Deportivo Cali         | 3:1, 1:1             |
| 1956                      |                        |                        | 1                    |
| 1952/53                   | Los Millonarios        | Boca Juniors de Cali   | 2:0, 3:0             |
| 1950/51                   | Boca Juniors de Cali   | Independiente Santa Fe | 4:2, 3:4             |
| 1 Wettbewerb abgebrochen. |                        |                        |                      |

## Rangliste der Sieger

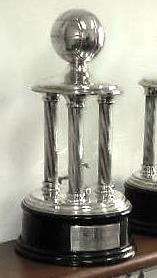
Eine der Copa Colombias der 1950er-Jahre aus
dem Trophäenraum von
Millonarios.

| Mannschaft             | Siege | Finalspiele | Siegerjahre                        |
| ---------------------- | ----- | ----------- | ---------------------------------- |
| Atlético Nacional      | 6     | 6           | 2012, 2013, 2016, 2018, 2021, 2023 |
| Millonarios            | 3     | 5           | 1952/53, 2011, 2022                |
| Independiente Medellín | 3     | 4           | 1981, 2019, 2020                   |
| Santa Fe               | 2     | 5           | 1989, 2009                         |
| Junior                 | 2     | 4           | 2015, 2017                         |
| Boca Juniors de Cali   | 1     | 2           | 1950/51                            |
| Deportivo Cali         | 1     | 2           | 2010                               |
| Deportes Tolima        | 1     | 2           | 2014                               |
| La Equidad             | 1     | 1           | 2008                               |
| Once Caldas            | 0     | 2           |                                    |
| Deportivo Pasto        | 0     | 2           |                                    |
| Unión Magdalena        | 0     | 1           |                                    |
| Rionegro Águilas       | 0     | 1           |                                    |
| Boyacá Chicó           | 0     | 1           |                                    |
| Deportivo Pereira      | 0     | 1           |                                    |

## Liste der Torschützenkönige
Diese Liste umfasst alle Torschützenkönige des Wettbewerbs seit 1989.
| Saison      | Spieler                                               | Verein                                                 | Tore |
| ----------- | ----------------------------------------------------- | ------------------------------------------------------ | ---- |
| 1989        | César Calero                                          | Junior                                                 | 8    |
| 2008        | Dorlan Pabón Wilson Mena                              | Envigado FC Once Caldas                                | 8    |
| 2009        | Carlos Bacca                                          | Junior                                                 | 11   |
| 2010        | Yovanny Arrechea                                      | Millonarios                                            | 11   |
| 2011        | Carlos Bacca Óscar Iván Méndez                        | Junior Real Cartagena                                  | 8    |
| 2012        | Andrés Javier Mosquera                                | Bogotá FC                                              | 9    |
| 2013        | Yorleys Mena                                          | Real Cartagena                                         | 14   |
| 2014        | Óscar Santos                                          | Valledupar FC                                          | 10   |
| 2015        | Carlos Ibargüen                                       | Cortuluá                                               | 5    |
| 2016        | Miguel Borja                                          | Cortuluá/Atlético Nacional                             | 8    |
| 2017        | 11 Spieler                                            | 8 Vereine                                              | 4    |
| 2018        | David Lemos Antony Otero Michael Rangel Ricardo Steer | Once Caldas Leones FC Atlético Bucaramanga Once Caldas | 3    |
| 2019        | Germán Cano                                           | Independiente Medellín                                 | 6    |
| 2020        | Diber Cambiindo                                       | Deportes Quindío                                       | 5    |
| 2021        | Jefferson Duque Jonatan Álvez Brayan Castrillón       | Atlético Nacional Deportivo Pereira                    | 4    |
| Rekordmarke |                                                       |                                                        |      |